# ديف هولمز (مدون صوتي)
ديف هولمز (بالإنجليزية: Dave Holmes)‏ هو مدون صوتي ومقدم تلفزيوني أمريكي، ولد في 14 مارس 1971 في سانت لويس في الولايات المتحدة.

## وصلات خارجية
- ديف هولمز على موقع IMDb (الإنجليزية)
- ديف هولمز على موقع ميوزك برينز (الإنجليزية)
- ديف هولمز على موقع قاعدة بيانات برودواي على الإنترنت (الإنجليزية)
- ديف هولمز على موقع قاعدة بيانات الفيلم (الإنجليزية)